# 那珂通世

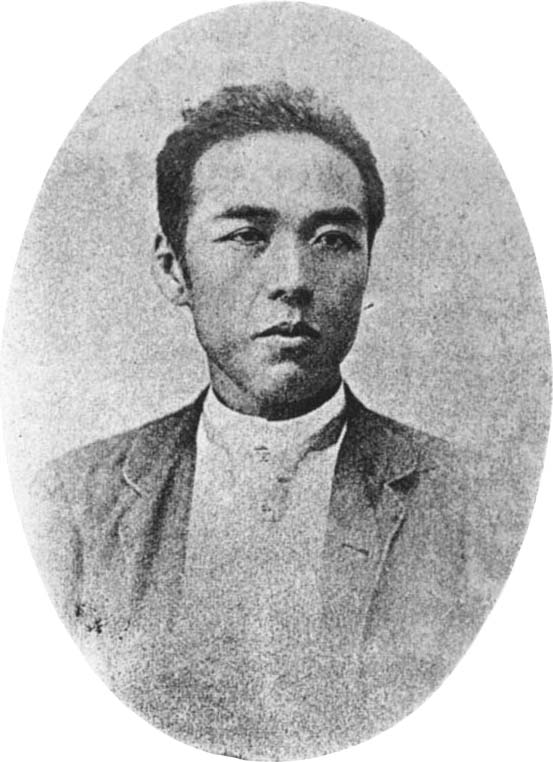
那珂通世

那珂通世（なか みちよ、罗马字：naka michiyo、1851年2月6日（嘉永4年1月6日）—1908年3月2日（明治41年3月2日）），日本人，历史学家，著有《支那通史》，梁启超读后认为相比之下“中国无史”，呼吁并开启了新史学运动，促成了一系列新式历史教科书的编成，区别于旧时代的正史二十四史。

## 生平
那珂通世是盛冈藩的武士藤村盛德的三子，幼名庄次郎。14岁时因为在学校表现优异，而被学校内的老师，汉学家江帾通高收为养子。后来江帾通高改姓那珂，他本人也随之更名为那珂通世。
1872年（明治5年）入学慶應義塾別科。1876年（明治9年），时年26岁的他在《洋々社談》上发表了《日本古代文字考》。从慶應義塾別科毕業後，在福澤諭吉的推薦下在师范学院与初中教书，後来成为了千葉師範学校与東京女子師範学校的校長。
1901年（明治34年）获得文学博士学位。代表著作有中国的通史《支那通史》、研究日本早期历史与纪年史的论文《辛酉革命説》（1897年在《史学雑誌》上发表）、译著《成吉思汗実録》（即《元朝秘史》。
1902年（明治35年）被任命为国語調査委員与浄土宗大学佛教地理講師。1905年（明治38年）至1906年（明治39年）前往中国与朝鲜对語言、文学、歴史、地理、法律、经济、産業、社会、統計进行大范围考察，并学习了满语和蒙语。他是東洋学的創立者，并在日本的元史学界和纪年学界有重要的地位与深远影响。
1908年（明治41年）死于心脏病。

## 荣誉
位階
- 1891年（明治24年）12月8日 - 从六位[3]
- 1898年（明治31年）3月30日 - 正六位[4]
- 1900年（明治33年）9月21日 - 从五位[5]
- 1906年（明治39年）6月30日 - 正五位[6]
- 1908年（明治41年）3月2日 - 从四位[7]

勋章
- 1901年（明治34年）12月27日 - 五等瑞宝勋章[8]
- 1908年（明治41年）3月2日 - 四等瑞宝勋章[7]

## 对中国史学界的影响
传统上，中国已有大量官方与民间的历史记录档案，但是却一直被拘束在编年和纪传两大体例中。在此期间，西方的历史学却产生了更灵活的发展，选取更全面的角度研究、看待历史，不止对历史上的帝王将相等重要人物的人生进行记录，也全面的研究各个时期的具体的社会情况，并通过收集与估计数据的方式来更做出严谨的论断。中国长期没有从这种视角出发的历史书。日本的中国史学家们为了更好的普及中国史自行编纂了多部新视角的中国史书，其中《支那通史》是最为著名的几部之一，这本作品传入中国以后引起了中国学界的重大反响，尤其是本国历史本国人不能编成，返让异国人抢先的事情被不少学者视为遗憾。